# Sunderbach (Trüggelbach)
Der Sunderbach ist ein 2,8 km langes orografisch rechtes Nebengewässer des Trüggelbaches in Bielefeld in Nordrhein-Westfalen.

## Flussverlauf
Der Sunderbach entsteht im Süden des Bielefelder Stadtteils Brackwede unweit des Südrings in einem Waldstück und fließt in südwestliche Richtung ab. Nach der Unterquerung der Bahnstrecke Hamm–Minden und des Neubauabschnittes der Bundesautobahn 33 durchfließt das Gewässer die Parklandschaft zwischen Brackwede und Ummeln und nimmt dort den Grippenbach als einzigen Zufluss auf. Östlich des Ummelner Siedlungsschwerpunktes mündet der Sunderbach dann rechtsseitig in den Trüggelbach. Das Gewässer befindet sich während seines gesamten Verlaufs ausschließlich auf dem Gebiet des Brackweder Stadtbezirks, da auch Ummeln diesem als Ortsteil angehört.
Der Sunderbach überwindet während seiner Fließstrecke einen Höhenunterschied von 24 Metern, somit ergibt sich ein mittleres Sohlgefälle von 8,6 ‰.

## Gewässergüte
Die Gewässergüte des Sunderbaches befindet sich laut dem Gewässergütebericht aus dem Jahr 2008 während seiner gesamten Fließstrecke in einem mäßig belasteten Zustand (Güteklasse II).